# Serrat de Pelasquenes
El Serrat de Pelasquenes és una serra situada entre els municipis de Montclar i de Viver i Serrateix a la comarca del Berguedà, amb una elevació màxima de 677 metres.